# Among the Living
Among the Living − trzeci album studyjny grupy Anthrax, wydany w marcu 1987 roku przez Megaforce / Island Records na CD, kasecie i winylu (również jako picture disc).
Utwór „Among The Living” został oparty na powieści Stephena Kinga „Bastion”. Opowiada o Randallu Flaggu, głównym bohaterze książki, a pierwszy wers: „Disease, disease, spreading the disease!” mówi o użytej w tej książce broni biologicznej.
Piosenka „I Am The Law” opowiada o komiksowej postaci o imieniu Judge Dredd. Kompozycja „Efilnikufesin (N.F.L.)” opowiada o życiu i śmierci Johna Belushiego. Piosenka „Skeleton In The Closet” inspirowana nowelą Stephena Kinga „Apt Pupil”. Z kolei utwór „Indians” opowiadający o konkwiście i zagładzie rdzennych Indian. Mówi o tym jak byli zamieniani w obywateli drugiego rzędu, jak znęcano się nad nimi.

## Okładka
Ilustracja została wykonana przez znanego amerykańskiego rysownika Dona Brautigama. Przedstawia ona starszego mężczyznę, uchylającego kapelusz i unoszącego lewą rękę w geście powitania, stojącego pośrodku tłumu identycznych, jednakowo ubranych osób. Prócz ubioru i wyglądu dodatkowym czynnikiem wyróżniającym tę postać jest bijąca od niej jasna poświata. Wśród teorii mówiących o tym, kim jest centralna osoba znajdująca się na okładce albumu najpopularniejsze są domysły, iż jest to Randall Flagg (główny antagonista z powieści Bastion autorstwa Stephena Kinga oraz utworu Among the living) lub Henry Kane (antagonista z filmów Duch II: Druga strona i Duch III).

## Lista utworów
1. „Among the Living” (Anthrax) – 5:16
2. „Caught in a Mosh” (Anthrax) – 5:00
3. „I Am the Law” (Anthrax/Lilker) – 5:57
4. „Efilnikufesin (N.F.L.)” (Anthrax) – 4:54
5. „Skeleton in the Closet” (Anthrax) – 5:32
6. „Indians” (Anthrax) – 5:40
7. „One World” (Anthrax) – 5:56
8. „A.D.I./Horror of It All” (Anthrax) – 7:49
9. „Imitation of Life” (Anthrax/Lilker) – 4:10

## Pozycje na listach
| Lista         | Kraj              | Pozycja |
| ------------- | ----------------- | ------- |
| Billboard 200 | Stany Zjednoczone | 62      |